# Зиново (Ивановская область)
Зиново — село в Тейковском районе Ивановской области России, входит в состав Большеклочковского сельского поселения.

## География
Село расположено на берегу реки Ухтохма в 4 км на северо-восток от центра поселения деревни Большое Клочково и в 9 км на северо-восток от райцентра города Тейково. 

## История
В конце XIX — начале XX века деревня входила в состав Пелгусовской волости Шуйского уезда Владимирской губернии, с 1918 года в составе Тейковского уезда Иваново-Вознесенской губернии. В 1859 году в деревне числилось 4 дворов, в 1905 году — 2 дворов.
С 1929 года деревня входила в состав Алферьевского сельсовета Тейковского района, с 1972 года — в составе Большеклочковского сельсовета, с 2005 года — центр Большеклочковского сельского поселения.

## Население
| 1859 | 1905 | 2010 |
| ---- | ---- | ---- |
| 30   | ↘26  | ↗342 |

## Инфраструктура
В селе расположен Тейковский филиал областного противотуберкулёзного диспансера им. М.Б. Стоюнина.